# Vendreshë
Vendreshë è una frazione del comune di Skrapar in Albania (prefettura di Berat).
Fino alla riforma amministrativa del 2015 era comune autonomo, dopo la riforma è stato accorpato, insieme agli ex-comuni di Çepan, Çorovodë, Gjerbës, Leshnjë, Potom, Qendër Skrapar, Bogovë e Zhepë a costituire la municipalità di Skrapar.

## Località
Il comune è formato dall'insieme delle seguenti località:
- Lavdar
- Spathar
- Therepel
- Vale
- Vendreshë e Madhe1
- Vendreshë e Vogel 2
- Vendreshë e Malit 3
- Ibro